# Giovanni Jacopo Caraglio
Giovanni Jacopo Caraglio (Verona, 1500 – Parma, 26 agosto 1565) è stato un incisore, pittore e medaglista italiano.

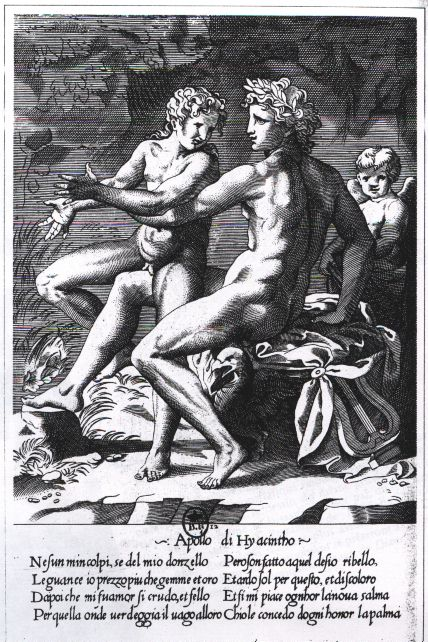
Stampa di Caraglio raffigurante Apollo e Giacinto.

Noto soprattutto come Jacobus veronensis, come amava firmarsi, e come lo conosceva anche Vasari, Caraglio nacque a Verona all'incirca nel 1500.
Sappiamo che lasciò molto presto la città natale per trasferirsi in varie località italiane, tra cui Parma, la sua prima tappa, e Roma, l'ultima. Dopo aver soggiornato a Roma e aver consolidato qui la sua fama di incisore, si trasferì alla corte di Sigismondo I di Polonia, presso Varsavia. In Polonia lavorò sino al 1539; era incisore, ma anche architetto, medaglista e intagliatore di pietre preziose.
Per quanto riguarda la sua produzione di incisore, sappiamo che la sua prima opera stampata è una Madonna con i SS. Rocco, Sebastiano e Anna, che riprende un dipinto di Girolamo Dai Libri. Incise da illustri pittori del Rinascimento italiano e del Manierismo come Raffaello Sanzio, Tiziano Vecellio, il Parmigianino, Rosso Fiorentino.